# Žirokar
Žirokar angleško Gyrocar je avtomobil s samo dvema kolesoma. Žirokar se razlikuje od motociklov v tem, da žirokar uporablja žiroskop za stabilizacijo, medtem ko motocikel stabilizira voznik. 